# Карлсбакк, Даниэль
Даниэ́ль Се́ланн Ка́рлсбакк (норв. Daniel Seland Karlsbakk; род. 7 апреля 2003, Кристиансанн, Вест-Агдер) — норвежский футболист, нападающий клуба «Сарпсборг 08».

## Клубная карьера
Карлсбакк — воспитанник клуба «Брюне». 26 октября 2019 года в матче против «Эгерсунна» он дебютировал во Втором дивизионе Норвегии. 18 июля 2020 года в поединке «Флеккероя» Даниэль забил свой первый гол за «Брюне». По итогам сезона Карлсбакк помог клубу выйти в более высокий дивизион. 15 мая 2021 года в матче против «Олесунна» он дебютировал в Первом дивизионе Норвегии. В начале 2022 года Карлсбакк перешёл в «Викинг», подписав контракт на 3 года. 21 апреля в поединке Кубка Норвегии против «Будё-Глимт» Даниэль дебютировал за основной состав. 25 мая в матче против «Хам-Кам» он дебютировал в Типпелиге. 25 июня в поединке против «Хёугесунна» Даниэль забил свой первый гол за «Викинг».
В начале 2023 года Карлсбакк перешёл в нидерландский «Херенвен», подписав контракт на 3 года. Сумма трансфера составила 2,5 млн евро. 7 февраля в поединке Кубка Нидерландов против НАК Бреда Даниэль дебютировал за основной состав. 12 февраля дебютировал в Эредивизи в матче с «Фейеноордом», заменив на 73-й минуте Симона Ульссона.
В январе 2025 года перешёл в норвежский «Сарпсборг 08», подписав долгосрочный контракт.